# Supremo Conselho Privado
O Supremo Conselho Privado (em russo: Верховный тайный совет) do Império Russo, fundado em 19 de fevereiro de 1726 e ativo até 1730, teve origem como um corpo de conselheiros da imperatriz Catarina I.

## História
Originalmente, o conselho era composto por seis membros—Alexander Menshikov, Fyodor Apraksin, Gavriil Golovkin, Andrey Osterman, Peter Tolstoy e Dmitry Mikhaylovich Golitsyn. Vários meses depois, o genro de Catarina, Karl Friedrich, Duke of Holstein-Gottorp, juntou-se ao conselho. Durante o reinado de Catarina (1725–1727), seu favorito, o príncipe Menshikov, dominou o conselho.
Em seu testamento, a imperatriz Catarina I autorizou o conselho a exercer um poder igual ao de seu sucessor Pedro II, exceto em assuntos de sucessão. Pedro II, enteado-neto de Catarina, assumiu o trono em 6 de maio de 1727; Menshikov organizou o noivado do jovem Pedro, de 11 anos, com sua filha de 15 anos, Maria Alexandrovna Menshikova (25 de maio de 1727). Na época da queda de Menshikov, em setembro de 1727, a composição do conselho havia mudado drasticamente: Apraksin havia morrido, Tolstoy fora exilado e o duque de Holstein deixara a Rússia. Então, o conselho foi expandido para oito membros, dos quais seis representavam antigas famílias boiardas que se opunham às reformas de ocidentalização de Pedro, o Grande—os Dolgorukov e os Golitsyn. Osterman e Golovkin mantiveram as outras duas cadeiras.
À medida que a influência conservadora prevaleceu entre seus membros, o conselho, embora nominalmente um corpo consultivo, monopolizou o poder supremo e fez com que a capital imperial se mudasse de facto de volta para Moscou. Os collegia (isto é, ministérios) e o Senado, instituídos por Pedro, o Grande, como corpos governantes supremos, ficaram subordinados ao Conselho em vez de ao jovem imperador. O Senado foi renomeado de "Governante" para "Alto".
Após a morte de Pedro II em 1730, o Conselho escolheu uma sucessora bastante improvável—Ana Ivanovna, Duquesa de Courland, filha do czar Ivan V, que consideravam facilmente manipulável e conservadora o suficiente para não restaurar as reformas de Pedro I. Ana teve permissão para subir ao trono apenas depois de ter assinado as famosas "Condições", que conferiam ao conselho os poderes de declarar guerra e paz, além de tributação. Pelas Condições, Ana não podia promover oficiais a patentes superiores a coronel nem interferir em assuntos militares. Ela prometeu não se casar e não escolher seu sucessor. O conselho se baseou no modelo de governo instituído recentemente na Grã-Bretanha. Se implementadas, essas medidas poderiam ter levado à transformação da Rússia em uma monarquia constitucional. Se ela violasse as Condições, seria destronada.

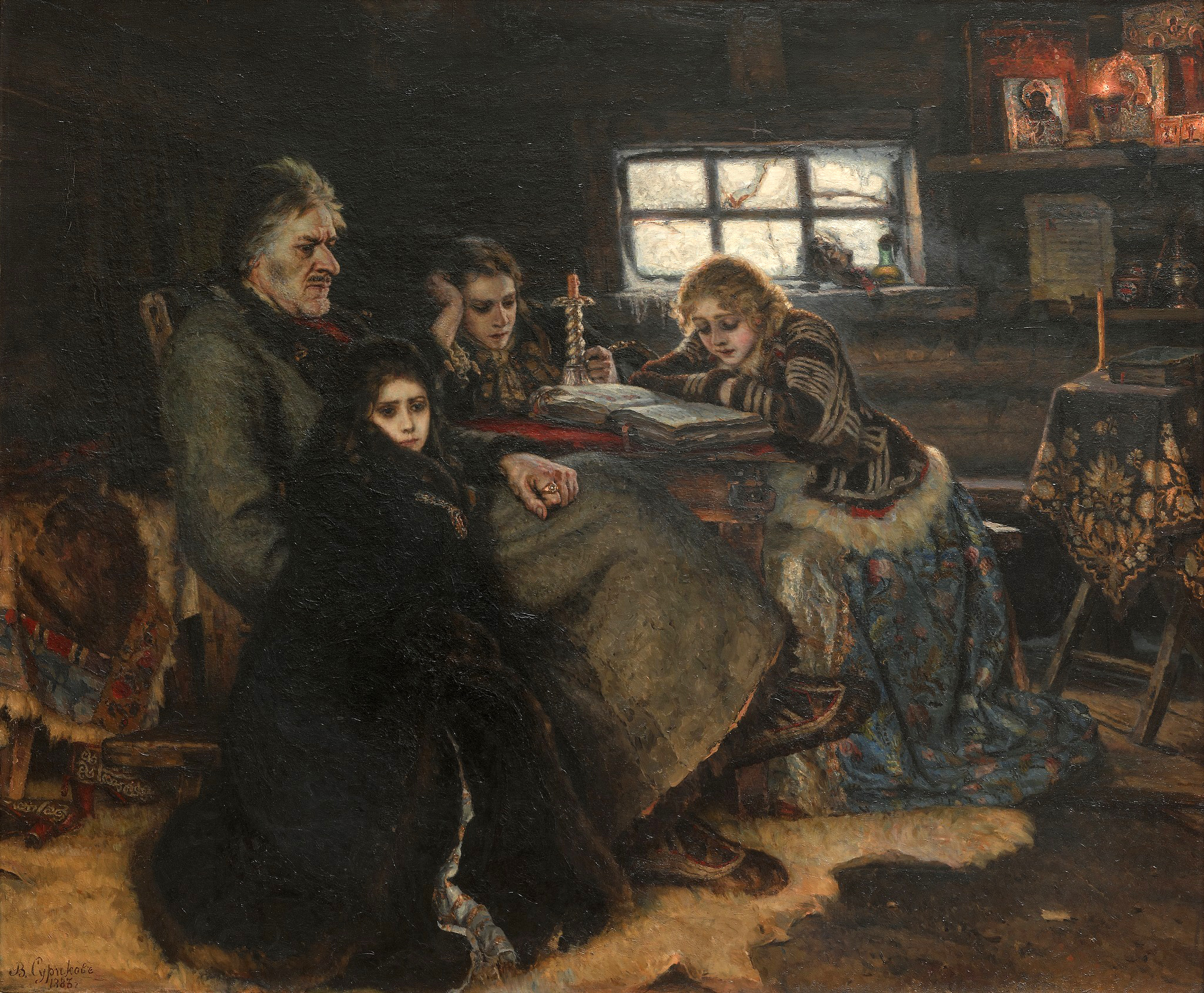
Menshikov em Beryozovo, por Vasili Surikov

Um mês depois de assinar o documento, em 25 de fevereiro de 1730, Ana, aconselhada por seu próximo conselheiro Ernst Johann von Biron, conquistou a simpatia da Guarda Leib e rasgou os termos de sua ascensão. Em poucos dias, o conselho foi abolido e muitos de seus membros exilados na Sibéria.